# Cerco de Martirópolis
O cerco de Martirópolis foi o segundo conflito da Guerra Anastácia entre o Império Bizantino de Anastácio I Dicoro (r. 491–518) e o Império Sassânida de Cavades I. Ocorreu em 502, após a captura de Teodosiópolis. Liderado pelo próprio Cavades I, o exército persa rumou para sul em direção às satrapias romanas e marchou contra Martinópolis. Com a aproximação do exército, o sátrapa Teodoro, e os habitantes da cidade resolveram entregá-la sem resistência.